# ساتورب
أرامكو السعودية توتال للتكرير والبتروكيماوياتساتورب (بالإنجليزية: SATORP)‏ أو أرامكو السعودية توتال للتكرير والبتروكيماويات، مصفاة بترول تابعة لشركة أرامكو السعودية وشركة توتال الفرنسية، وهو أكبر مشروع تكريري بتروكيماوي عطري في العالم، وأول مصفاة بترول متكاملة في المملكة العربية السعودية بطاقة 400 ألف برميل يومياً، وتقع المصفاة في مدينة الجبيل الصناعية شرق المملكة العربية السعودية. حققت ساتورب في الربع الأول من العام 2019 أرباحا تقدر بـ 52 مليون ريال، بعكس النتائج التي سجلتها المصفاة في نفس الفترة من العام 2018، إذ بلغ حجم الخسائر في تلك الفترة 205.3 مليون ريال، ويعود سبب ذلك إلى زيادة هامش التكرير بالمقارنة مع الربع الرابع من عام 2018.

## تاريخ الشركة
في أيار (مايو) عام 2006، وقعت الشركة العربية السعودية للبترول وشركة توتال الفرنسية مذكرة تفاهم لتطوير مصفاة الجبيل وإنشاء مشروع بتروكيماويات في المملكة العربية السعودية. يهدف المشروع إلى إنتاج 400000 برميل يومياً، وسيكون هذا المصنع الأول في مدينة الجبيل الصناعية 2، التي تقع على الساحل الشرقي للملكة.
في 22 حزيران (يونيو) عام 2008، وقع الشريكان على اتفاق المساهمين من أجل تشكيل أرامكو السعودية توتال للتكرير والبتروكيماويات (ساتورب)، التي أنشئت رسمياً في 21 سبتمبر 2008، حيث بلغت حصة أرامكو (62.5٪) وحصة شركة توتال (37.5٪).
عام 2009، وأثناء تنفيذ اتفاقيات المشروع الأساسية، وفي الأثناء التي كان إنشاء أساسات المصفاة قيد التنفيذ، تنقّل فريق إدارة المشروع من روما إلى كوريا واليابان وإسبانيا للتحضير لمرحلة التنفيذ. في بداية الربع الثالث من عام 2010، بدأت فرق العمل هذه بالانتقال للانضمام إلى فريق المشروع داخل السعودية لمتابعة العمل على إنشاء شركة ساتورب.

## الموقع الرسمي
http://www.satorp.com/